# Anapausis mayana
Anapausis mayana är en tvåvingeart som beskrevs av Dalton de Souza Amorim och Balbi 2006. Anapausis mayana ingår i släktet Anapausis och familjen dyngmyggor.
Artens utbredningsområde är Panama. Inga underarter finns listade i Catalogue of Life.